# Drachenfrucht

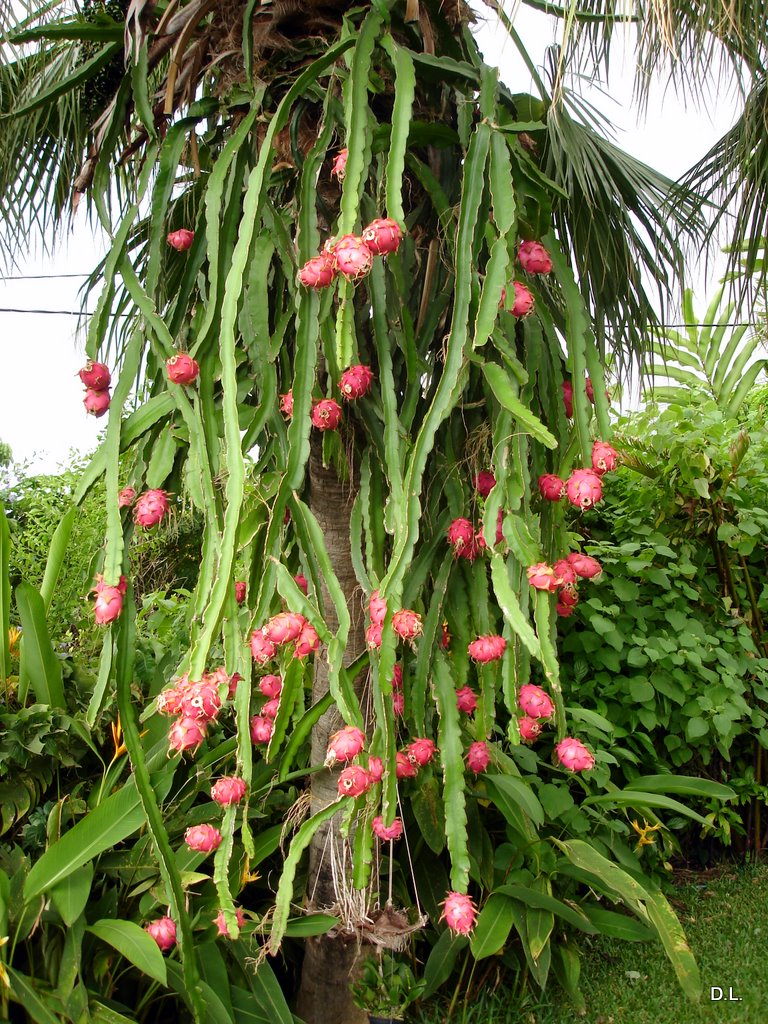
Selenicereus undatus

Als Drachenfrucht (Pitahaya oder Pitaya) wird die Frucht einiger Selenicereus-Arten aus der Familie der Kakteengewächse bezeichnet.

## Arten
Angebaut werden u. a. die Arten

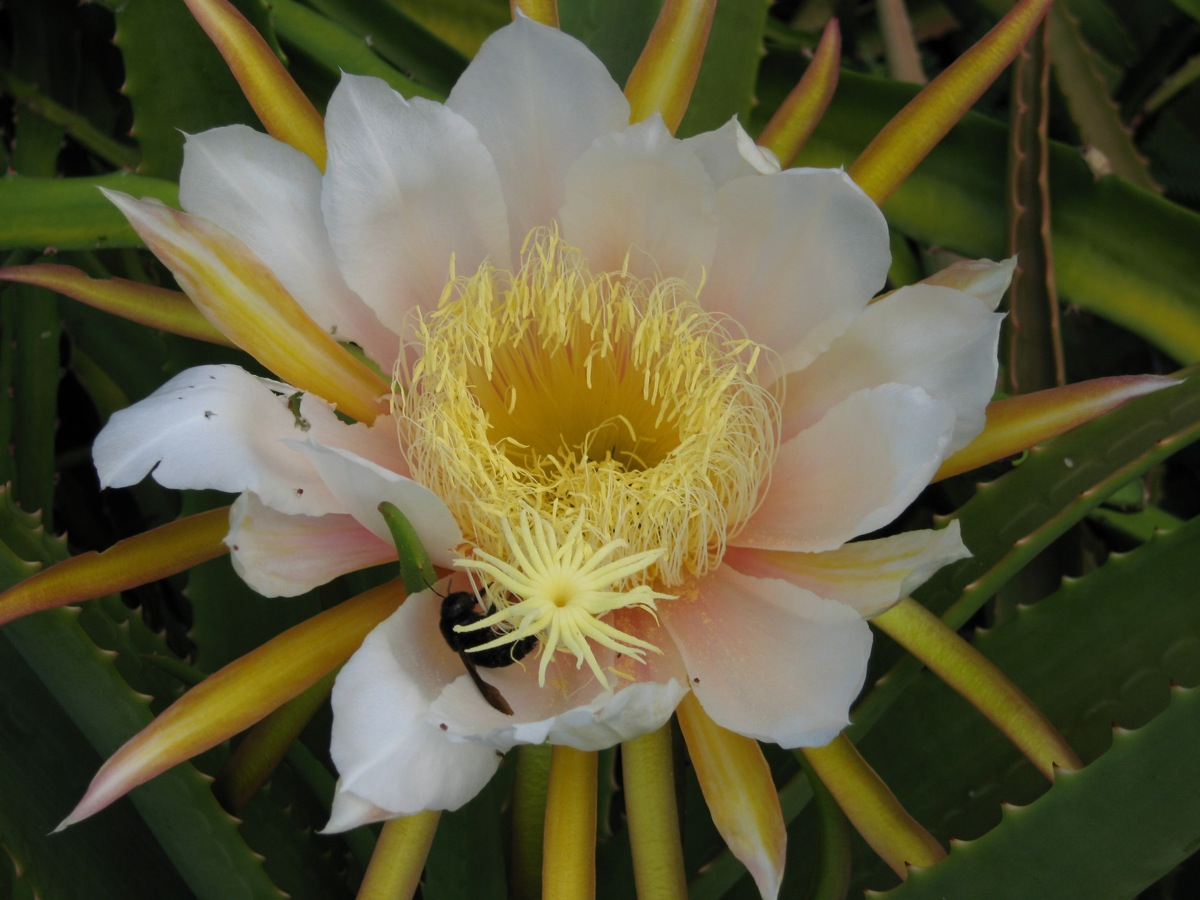
Blüte der Selenicereus monacanthus

- Selenicereus undatus mit weißem Fruchtfleisch und pinker Schale[1][2]
- Selenicereus monacanthus mit rotem Fruchtfleisch und pinker Schale
- Selenicereus megalanthus mit weißem Fruchtfleisch und gelber Schale[1][2]
- Selenicereus costaricensis mit rot-lila Fruchtfleisch und roter Schale[1]

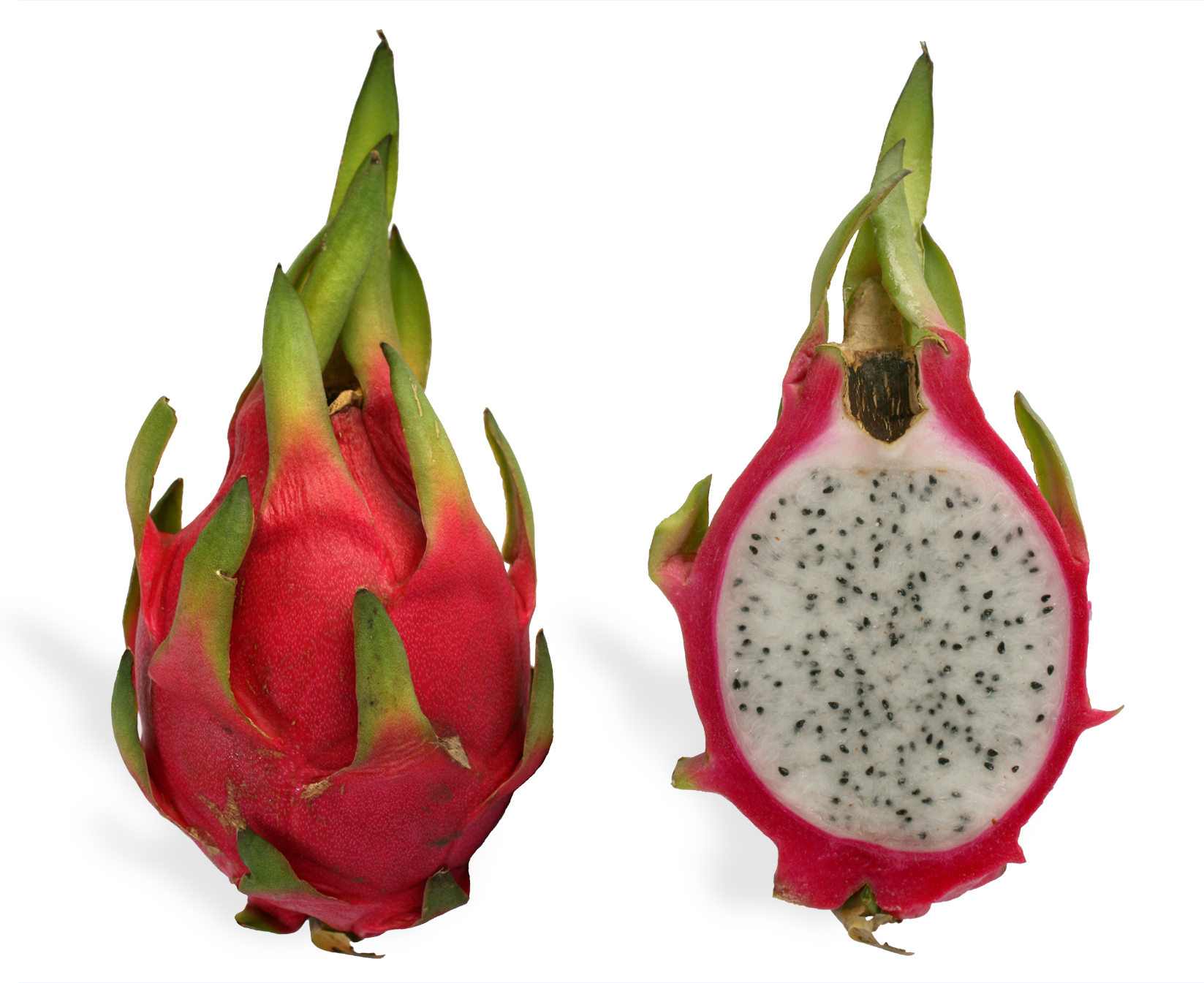
Frucht von Selenicereus undatus
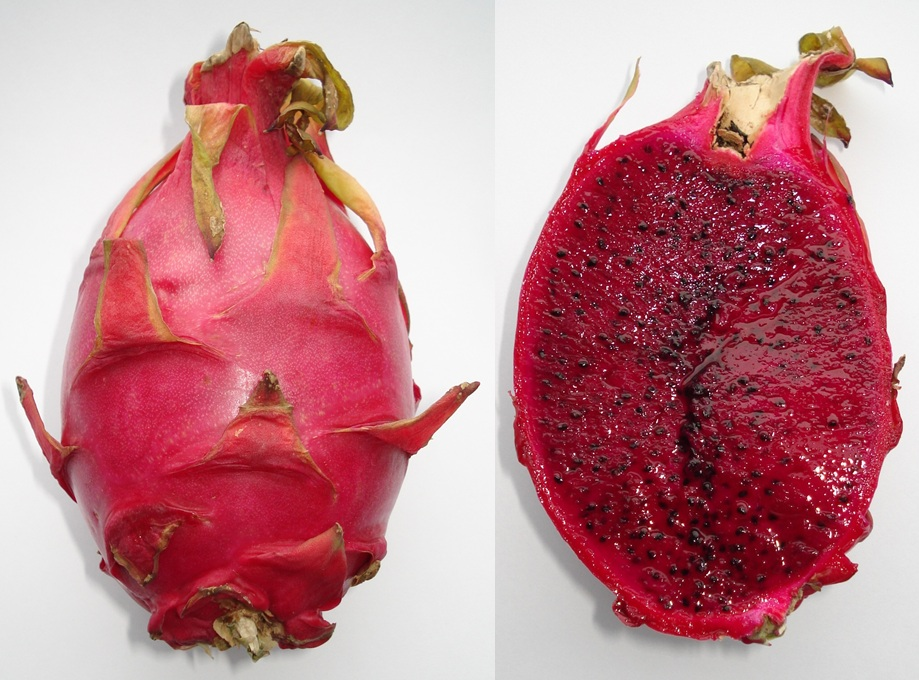
Frucht von Selenicereus monacanthus
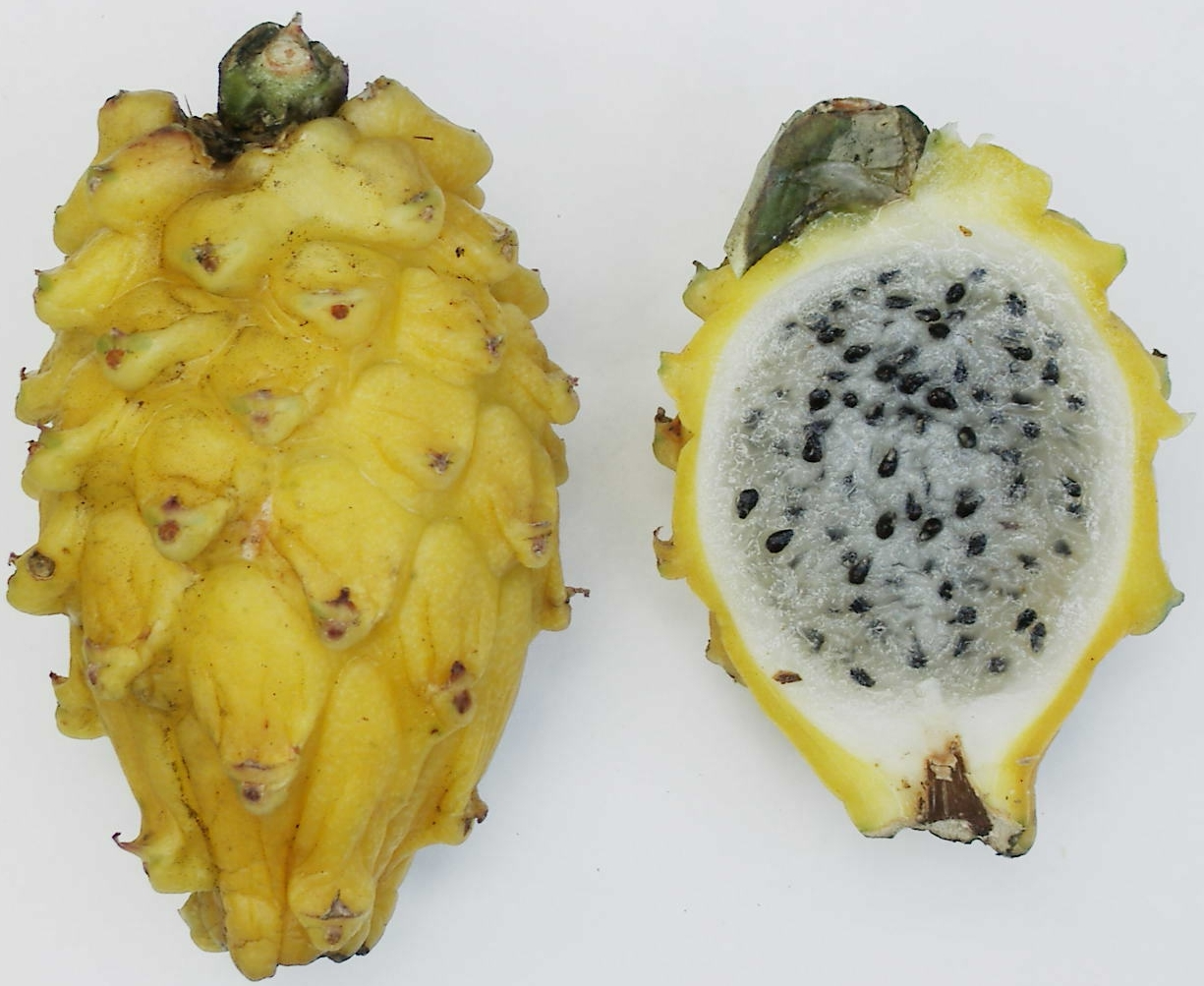
Frucht von Selenicereus megalanthus

## Eigenschaften
Das Fruchtfleisch von Drachenfrüchten enthält viele kleine, schwarze Samen. Ihr Aroma geht bei Erhitzung verloren.
Die äußere Farbe ist rot oder gelb. Die roten Pitahayas haben entweder ein weißes oder rotes Fruchtfleisch. Der Geschmack der rotfleischigen Frucht ist intensiver als der der weißfleischigen. Im Innern sind keine Fasern vorhanden. In ihrer Heimat wird die Frucht vor allem zur Dekoration von Buffets verwendet. Zur Zubereitung können Drachenfrüchte (analog etwa zur Kiwifrucht) aufgeschnitten und ausgelöffelt werden; bei reifen Früchten kann die Schale (wie bei Orangen) abgezogen werden. Drachenfrüchte sind druckempfindlich und daher eher schwer zu transportieren. Lieferungen erreichen Deutschland aus Mittelamerika von Juli bis Dezember und aus Vietnam von Januar bis Juni. Per Luftfracht werden das ganze Jahr Früchte aus Thailand importiert.

## Inhaltsstoffe
Drachenfrüchte bestehen zu etwa 90 % aus Wasser und enthalten Eisen, Calcium und Phosphor. Der physiologische Brennwert liegt bei 210 kJ/100 g (50 kcal/100 g). Sie enthalten die Vitamine B, C und E.

## Anbauländer
Die Hauptanbauländer sind Nicaragua, die Volksrepublik China, Vietnam und Israel. Ursprünglich stammt die Pflanze aus Mexiko, Mittel- und Südamerika. In Vietnam wird Selenicereus undatus mindestens seit Anfang des 20. Jahrhunderts angebaut, sodass sie von vielen Einwohnern als einheimisch betrachtet und im Osten des Landes als Gartenpflanze angebaut wird. Sie wurde dort vermutlich durch die Franzosen eingeführt. Über diese Art hinaus wird in Vietnam nur Selenicereus polyrhizus in größerem Maße angebaut. Laut Angaben des vietnamesischen Zolls betrug der Umsatz des Exports von Drachenfrüchten rund 32 Prozent des gesamten Exportwertes von vietnamesischem Gemüse und Obst und stellte damit das umsatzstärkste Produkt in dieser Kategorie dar.

## Anbau
Eine neue Pitahaya entsteht durch die Samen in der Frucht, welche vom Fruchtfleisch getrennt und anschließend in feuchte Erde angedrückt wird. Optional können die Samen zu Beginn auch in ein feuchtes Tuch gelegt werden, um zu keimen, hier kann es vermehrt zu Schimmelbefall kommen.
Der Kaktus bevorzugt nährstoffarme Kakteen- oder Anzuchterde mit einem pH-Wert von 5,5 – 7. Am besten wächst die Pitahaya in einer gut luft- und wasserdurchlässigen Erde. Es dauert elf bis 14 Tage, bis der Samen gekeimt ist. Durch den schnellen Wuchs und den dünnen Stamm ist es hilfreich, die Drachenfrucht zu stützen, sobald sie einige Zentimeter groß ist. Nach etwa zwei bis sieben Jahren kann der Kaktus Früchte tragen.
Der kommerzielle Anbau erfolgt in Plantagen, welche mit 1000 – 1400 Exemplaren pro Hektar dicht bepflanzt werden können. Ein voll ertragbringender Kaktus bringt über 50 Früchte pro Saison. Die Blütezeit ist zwischen Juni und September. Nur für eine Nacht öffnen sich die bis zu 25 cm langen Blüten, diese geben einen betörenden, jasminähnlichen Duft ab. Die Blüten des Kaktus gehören zu den größten der Welt. Die meisten Drachenfruchtarten sind auf eine Fremdbestäubung angewiesen, in ihrer Heimat leisten das Fledermäuse und Schwärmer. Bei Zimmerpflanzen muss die Bestäubung von Hand vorgenommen werden. Wie auch bei anderen Kakteen kann durch das Abfallen oder künstliche Abschneiden eines Triebteils eine weitere Pitahaya heranwachsen.
Die Pitahaya bevorzugt es sonnig und warm bei bis zu 40 °C. Kurze Frostperioden können überstanden werden. Ideal wächst sie bei 20–35 °C, in der USDA Zone 10 – 11, bei Zimmerpflanzen Zone 9. Eine zu hohe Luftfeuchtigkeit sowie Staunässe lassen den Kaktus verfaulen. Gelegentliches Austrocknen des gesamten Substrats ist wichtig, dennoch benötigt der Drachenfruchtkaktus etwas mehr Wasser als andere Kakteen. Aufgrund der hohen Anpassungsfähigkeit der Pitahaya ist es der Pflanze gelungen, sich an die klimatischen Gegebenheiten ein Stück weit anzupassen. Demzufolge gilt der Kaktus durch seine schnelle Fortpflanzung in einigen Regionen als Unkraut.

## Krankheiten
Sowohl die Frucht als auch der Kaktus können durch Bakterien, Pilze, Viren oder Fadenwürmer befallen sein. Ist das Substrat nicht luft- oder wasserdurchlässig und der Kaktus wird übermäßig gegossen, kann es zu Staunässe kommen, sodass die Wurzeln faulen und die Früchte abfallen. Anthracnose trifft häufig bei zu hoher Feuchtigkeit mit hoher Temperatur auf, es bilden sich sogenannte Brennflecken auf dem Kaktus. Auch Stielfäule, Spinnmilben und Blattläuse sind unter anderem oft auftretende Erkrankungen der Pitahaya. Einige dieser Krankheiten lassen sich mit organischen Mitteln bekämpfen.